# Ashaiman
Ashaiman est une ville située dans la Région du Grand Accra au Ghana.

## Histoire
Ashaiman est situé a 4 km de Tema et 30km d'Accra la capitale du Ghana. Encore appelé Ashiaman elle est une ville du grand Accra. En 2021 sa population atteint près de 208,060 habitants. Ashaiman est  fondé par Nii Ashai après qu'il quitta Tema.  
Ashaiman a été considérablement agrandi par des squaters qui construisaient Tema et d'autres qui ont occupé les terres du gouvernement.  
Ashaiman se développa grâce au activités économiques dû à l'augmentation de la population grâce au circonscription électorale. Ce développement était accompagné par des crimes dû a l'accroissement des bidonvilles.